# 大井清吉
大井清吉（おおい せいきち、1931年10月12日 - 1998年7月24日）は、日本の教育学者。東京学芸大学名誉教授。障害児教育が専門。

## 来歴
長野県小諸市生まれ。東京教育大学特殊教育学科卒。東京都養育院千葉分院、東京学芸大学助教授、教授、1995年定年退官、名誉教授。95年障害児福祉・資料センターを設立。

## 著書
- 『知能遅滞児教育入門』晩成書房、1982
- 『地域で生きる生活教育 ちえおくれの子の親と教師に』大揚社、1989

### 共編著
- 『東京・精神薄弱教育年表 明治/大正/昭和戦前』杉田裕共編、精神薄弱教育資料研究会、1972-74
- 『欧米と日本の特殊教育 その制度と現状』細村迪夫,村田茂共編、慶応通信、1973
- 『全員就学のための重いちえ遅れの子の教育』金沢四郎,大石坦共編、日本文化科学社、1974
- 『親と教師のためのちえ遅れの子の生活指導 少年期/幼年期/青年期』大石坦共編、日本文化科学社、1974
- 『ちえ遅れの子の性と結婚の指導』小杉長平,河東田博共編、日本文化科学社、1976
- 『ちえ遅れの子の養護・訓練ハンドブック』吉沢正治・富岡達夫・大石坦共編、日本文化科学社、1976
- 『日本障害児教育史』荒川勇,中野善達共著、福村出版、1976
- 『講座障害児教育 4 障害児教育の展開 2』佐藤光義共編著、福村出版、1977
- 『障害のある子に豊かな表現活動を』伊勢田亮共編、晩成書房、1981
- 『初潮と月経のガイド ちえおくれの子の親と教師に』小杉長平共編著、大揚社、1982
- 『障害児教育・福祉入門』北沢清司共編、晩成書房、1983
- 『男子の性と生活のガイド ちえおくれの子の親と教師に』山本良典、河東田博編著、大揚社、1984
- 『あそぼうつくろう』喜田正美共編、福村出版、1986、シリーズ生活を学ぶ
- 『おはようおやすみ』原井利夫共編、福村出版、1986、シリーズ生活を学ぶ
- 『つくって食べよう』大石坦共編、福村出版、1986、シリーズ生活を学ぶ
- 『遠くへ行きたいな』富岡達夫共編、福村出版、1986、シリーズ生活を学ぶ
- 『わたしたちのからだ』緒方直助共編、福村出版、1986、シリーズ生活を学ぶ
- 『育てるたのしさ』坂田紀行共編、福村出版、1987、シリーズ生活を学ぶ
- 『ピリオド・ノート』井上美園共著、大揚社、1987
- 『男女交際・結婚・家庭生活のガイド ちえおくれの子の親と教師に』河東田博、山本良典共編著、大揚社、1988
- 『ちえおくれの子の性指導』山本良典共編、福村出版、1989
- 『盲・ろう・養護学校教師になるには』なるにはbooks 松矢勝宏共編著、ぺりかん社、1990
- 『ちえおくれの子の親と教師に・成人生活への援助』緒方直助,山本良典,東京都精神薄弱者育成会共編、大揚社、1992

### 翻訳
- R.フォー等『精神薄弱児の心理療法』岩脇三良共訳、日本文化科学社、1971
- ア・イ・ジャチコフ『ソビエト特殊教育史』編・訳、学術資料刊行会、1974、ソビエト欠陥学シリーズ
- エス・ヤ・ルビンシュテイン『知能遅滞児の発達』渡辺健治ほか共訳、学術資料刊行会、1974、ソビエト欠陥学シリーズ
- レオ・カナー『精神薄弱の教育と福祉の歩み』中野善達,津曲裕次共訳、福村出版、1976
- A.ビネ, T.シモン『ビネ知能検査法の原典』山本良典, 津田敬子共訳、日本文化科学社、1977
- ゲ・エム・ドゥーリネフ『ちえおくれの子の発達と労働教育』共訳、ぶどう社、1980
- 『ヴィゴツキー障害児発達論集』菅田洋一郎共監訳、ぶどう社、1982
- スピヴァコーフスカヤ 他『遊び活動の障害と治療 ソビエトの自閉症児教育』緒方直助共編訳、明治図書出版、1983、シリーズ・障害者の世界
- E.M.イタール, E.O.セガン『イタール・セガン教育論』松矢勝宏共訳、明治図書出版、1983、世界教育学選集

### 記念論文集
- 『障害児教育学の探求』大井先生退官記念論文集刊行委員会編著、田研出版、1995